# Ekologisk systemteori
Ekologisk systemteori är en utvecklingspsykologisk teori och teoretiskt ramverk som formulerades av Urie Bronfenbrenner. Teorin beskriver hur en individs utveckling påverkas av olika systemnivåer i deras omgivning, från den omedelbara miljön (mikrosystemet) till bredare samhälleliga och kulturella influenser (makrosystemet). Teorin har haft stort inflytande inom psykologi, pedagogik och sociologi, där den används för att förstå hur faktorer som familj, skola, samhälle och kultur samverkar och påverkar individens beteende och utveckling. Ekologisk systemteori är särskilt relevant inom forskning om barns utveckling och utbildning, där den belyser vikten av samspel mellan individ och omgivande kontexter.